# Salamrejo (Sentolo)
Salamrejo is een bestuurslaag in het regentschap Kulon Progo van de provincie Jogjakarta, Indonesië. Salamrejo telt 5002 inwoners (volkstelling 2010).